# Lago di Cignana
Il lago di Cignana o lago di Tsignanaz (Lac de Tsignanaz in francese) a quota 2 149,2 m s.l.m. è un lago artificiale che si trova nella Valtournenche. È il più grande della valle.

## Storia
La costruzione della diga di proprietà della Compagnia Valdostana delle Acque è terminata nel 1928. Il suo rifacimento è stato concluso nel 2002.

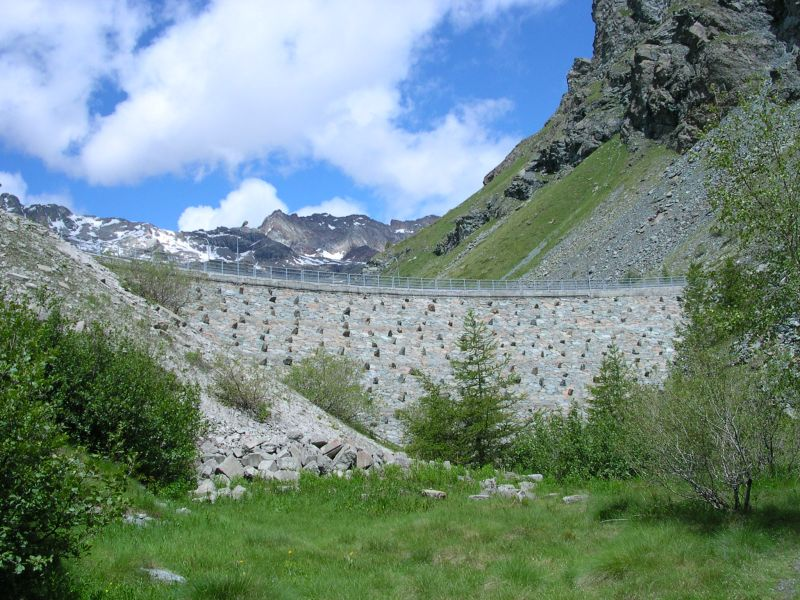
La diga
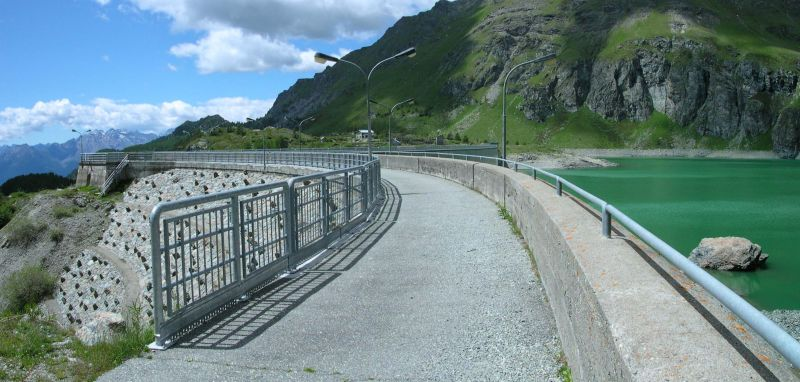
Sopra la diga.

## Accesso
Partendo dalla frazione  Valmartin di Valtournenche, la salita al lago è una meta escursionistica non particolarmente impegnativa, ma certamente molto appagante. Nei pressi del lago si trova il rifugio Barmasse.
Un percorso di mountain bike parte dalla località Chantorné nel comune di Torgnon, circa 30 km andata e ritorno, lungo una strada interpoderale, che in inverno viene parzialmente adibita a pista di fondo. La strada passa per l'oratorio di Gilliarey, a quota 2 186 m s.l.m..